# Wunderteam
Wunderteam (traducido del en alemán: «equipo maravilla») fue el nombre dado al equipo nacional de fútbol de Austria de la década de 1930. Liderado por el entrenador Hugo Meisl, el equipo tuvo una racha invicta de 14 partidos entre abril de 1931 y diciembre de 1932. El estilo del equipo se basó en la escuela de fútbol escocesa que se centró en el pase rápido introducido por el inglés Jimmy Hogan. La línea delantera se complementó con los laterales y un mediapunta ofensivo. Matthias Sindelar, Josef Smistik y Walter Nausch formaron el núcleo del equipo que dominaría el fútbol europeo durante esa época. Matthias Sindelar, conocido como Der Papierene («El hombre de papel») debido a su constitución ligera, era la estrella y el capitán del equipo.

## Historia
A principios de la década de 1930, Austria se convirtió en un equipo muy famoso en Europa. Entraron en la Copa Mundial de 1934 como los claros favoritos. Habían derrotado a muchos de sus oponentes, incluyendo un 5-0 y una victoria de 6-0 sobre Alemania, una victoria de 6-0 sobre Suiza y una victoria de 8-2 sobre Hungría. También venían de proclamarse campeones de la Copa Internacional de Europa Central, predecesora de la Eurocopa, al derrotar a Italia 4-2 en 1932. Este título sería el único campeonato conquistado por el Wunderteam. También obtuvieron la medalla de plata en los Juegos Olímpicos de Berlín de 1936.

### Copa del Mundo de 1934, Segunda Guerra Mundial y declive
Austria entró en la Copa del Mundo de 1934 como una de las favoritas. En los cuartos de final eliminaron a Hungría, que entonces era una potencia de fútbol y sería subcampeón en 1938. Al igual que el Equipo de oro de Hungría 20 años después, Austria no logró levantar el trofeo de la Copa del Mundo, a pesar de jugar un fútbol hermoso. Fueron eliminados por el eventual campeón Italia en la semifinal, un partido bajo condiciones climáticas adversas que limitaron su movimiento del balón. El equipo centroeuropeo cayó por un gol a cero ante los italianos con un gol del italoargentino Enrique Guaita —uno de los varios que nacionalizó Benito Mussolini para reforzar la selección italiana de cara al Mundial—. El árbitro Ivan Eklind fue criticado por su parcialidad hacia la nación anfitriona, especialmente después de que también arbitrase la final que Italia también ganó. Austria terminó cuarta después de perder 2-3 ante Alemania en el partido por el tercer lugar.
La muerte de Hugo Meisl en 1937 marcó el comienzo del fin. Austria se clasificó para la fase final de la Copa Mundial de 1938, pero se retiraron después del Anschluss de marzo de 1938 ante la Alemania nazi. Por razones políticas, los oficiales alemanes exigieron que los jugadores del "estado de origen de Hitler" jugasen en el equipo nacional de Alemania, ordenando al entrenador Herberger que cambiase la alineación con poco tiempo de aviso. Varios jugadores austriacos obtuvieron un tope para el equipo combinado que no cumplió con las expectativas, ya que fueron eliminados en la primera ronda. Esa campaña de la Copa Mundial es la segunda peor actuación de Alemania en la historia de la Copa Mundial al quedar en el puesto número 10.º. Matthias Sindelar, que no jugó para Alemania, fue encontrado muerto en su casa en 1939, bajo circunstancias que han sido debatidas desde entonces.
|                                              |                                                  | Portero Rudolf Hiden                      |                                                  |                              |
|                                              | Central derecho Roman Schramseis Karl Rainer     |                                           | Central izquierdo Josef Blum Karl Sesta          |                              |
|                                              | Centrocampista derecho Georg Braun Johann Mock   | Mediocentro Josef Smistik Leopold Hofmann | Centrocampista izquierdo Karl Gall Walter Nausch |                              |
| Extremo derecho Karl Zischek                 | Interior derecho Josef Bican Friedrich Gschweidl | Delantero centro Matthias Sindelar        | Interior izquierdo Anton Schall                  | Extremo izquierdo Adolf Vogl |
| Entrenador: Hugo Meisl, Adjunto: Jimmy Hogan |                                                  |                                           |                                                  |                              |

## Legado
El malogrado Wunderteam austriaco también se acredita en algunos círculos como el primer equipo nacional en jugar lo que más tarde se denominaría como «fútbol total». No es coincidencia que Ernst Happel, un talentoso jugador austriaco en los años 1940 y 1950, fuese entrenador en Holanda a finales de los años 1960 y principios de los 70. Introdujo un estilo de juego más duro en los clubes ADO y Feyenoord, y dirigió al equipo nacional de Holanda en la Copa Mundial de 1978, donde terminaron como subcampeones por segunda vez consecutiva.